# Deberny & Cie
Deberny & Cie (gegründet 1877) war eine Schriftgießerei in der rue Visconti, im Quartier Saint-Germain-des-Prés, Paris.
Der Ursprung von Deberny & Cie reicht bis zur Gründung durch J. L. Duplat, Jean François Laurent und Joseph Gillé zurück. 1826 übernahm Honoré de Balzac (1799–1850) mit seinem Partner, dem Schriftsetzer André Barbier (* 1793), den Betrieb und nannte ihn Laurent, Balzac & Barbier. Balzac plante, als aufstrebender Schriftsteller, seine eigenen Werke zu drucken und zu vermarkten. Um dieses Ziel zu erreichen, lieh er sich Geld von seiner Mutter und von Laure de Berny. Da die Geschäfte nicht gut liefen, gab Balzac 1828 das Unternehmertum auf und wandte sich ganz der Literatur zu. 
Madame de Berny setzt ihren Sohn Alexandre de Berny, später Deberny, mit 19 Jahren als seinen Nachfolger ein. Deberny arbeitete bis 1840 mit Jean-François Laurent zusammen (Laurent & Deberny).
1877 schloss sich Deberny mit Charles Tuleu, seinem Adoptivsohn, zusammen, der die Firma Laurent & Deberny nach seinem Tod 1881 erbte und bis 1914 allein fortführte. Charles Tuleu fusionierte 1921 nach seinem Eintritt ins Pensionsalter mit Robert Girard. Die Firma firmierte kurz unter Girard & Cie. Tuleu war verheiratet mit Jeanne Peignot, der Schwester von Georges Peignot. Es kam am 1. Juli 1923 zur Fusion mit G. Peignot & Fils. Neuer Firmenname wurde Deberny & Peignot.